# 東洋企画
東洋企画（とうようきかく）はかつて存在した芸能プロダクション。銀座ACBのオーナー谷富次郎と堀威夫、相澤秀禎らで創業された。初代社長は谷富次郎。2代目社長は岐部一夫。

## 所属していたタレント
- 守屋浩
- 佐川ミツオ
- 佐々木功
- スウィング・ウェスト（田邊昭知）
- 三田明
- 西田佐知子